# Saint-Maurice-en-Valgodemard

Saint-Léger-les-Mélèzes este o comună în departamentul Hautes-Alpes, Franța. În 1 ianuarie 2022 avea o populație de 118 de locuitori.